# 法政大学大学院政策創造研究科

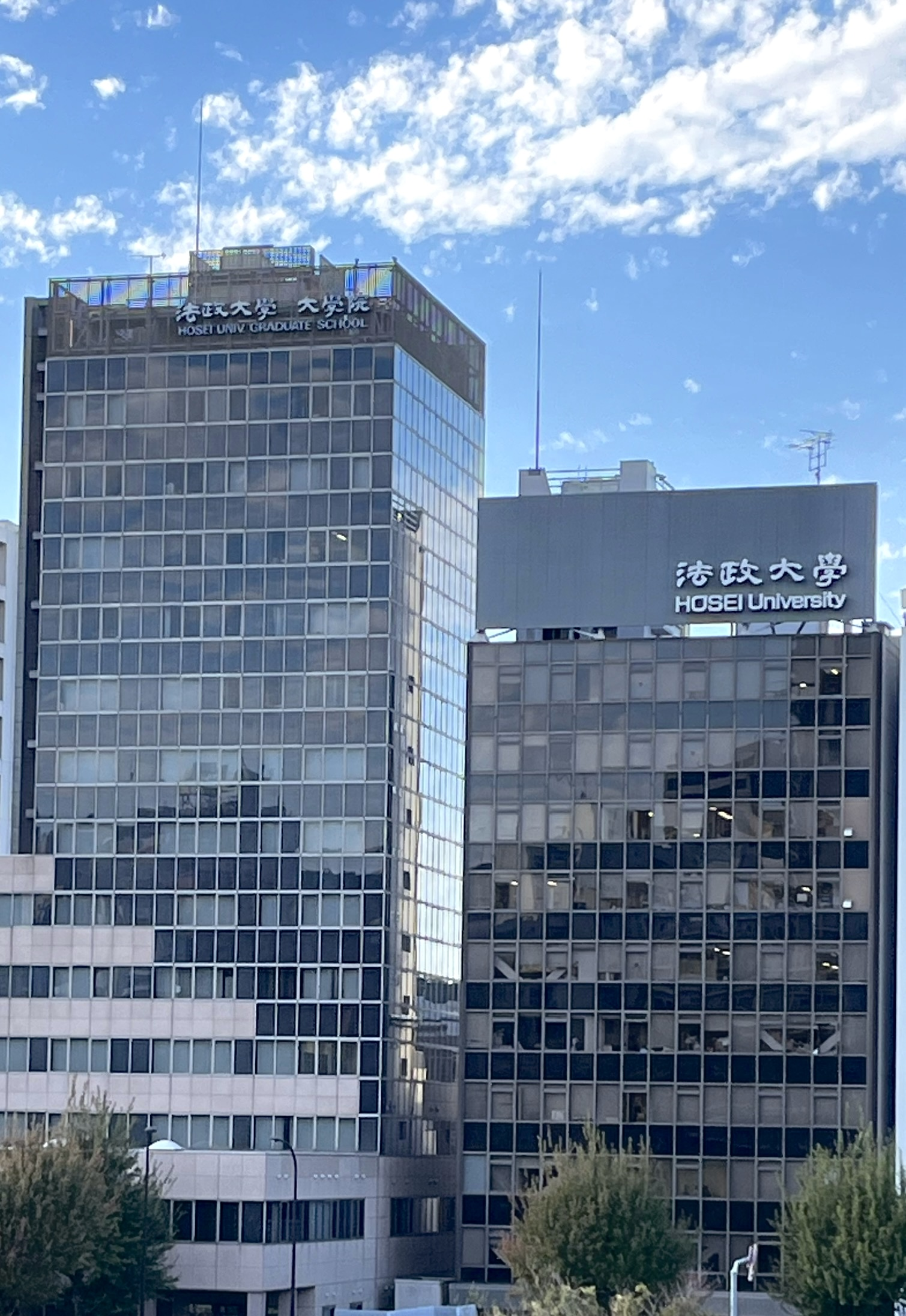
法政大学大学院棟 ・新見附校舎

法政大学大学院政策創造研究科（ほうせいだいがくだいがくいんせいさくそうぞうけんきゅうか、英：Graduate School of Regional Policy Design）は、法政大学が設置する大学院研究科の一つ。

## 概要
法政大学大学院政策創造研究科は、政策づくり、地域づくり、産業創出を担う地域イノベーションのリーダーを養成するために2008年に設立された大学院研究科である。高度知識社会やグローバル競争の時代である今日において、地域イノベーションや持続的発展を実現する必要性は高まっているため、多様な価値観、専門知識、幅広い教養を体系的な学習を提供し、課題解決型政策設計力を養う教育を実施している。。
「公共政策創造群」、「都市文化観光創造群」等のプログラムを通じて、自治体・企業・NPO・シンクタンクなど、幅広い領域で行動する人材を育成する。自治体や地域企業と連携し、現場でフィールドワークを通じて、政策デザインの実務能力と政策センスの育成を重視している。
法政大学大学院政策創造研究科には、政策創造専攻が置かれており、修士課程及び博士後期課程を設置している。多忙な社会人でも学びやすいよう、平日夜間や土曜日に授業を実施している。。

## 沿革
- 2008年（平成20年） - 法政大学大学院政策創造研究科を設置
- 2015年（平成27年） - 連帯社会インスティテュートを設置
- 2016年（平成28年） - 公共政策研究科にサステイナビリティ学専攻を設置
- 2019年（令和元年） - 人文科学研究科国際日本学インスティテュートと上海外国語大学日本文化経済学院との共同学位（ダブル・ディグリー）プログラム開設
- 2021年（令和3年） - スポーツ健康学研究科スポーツ健康学専攻に博士後期課程を設置
- 2025年（令和7年） - 地域創造インスティテュートを開設

## 専攻・コース

### 政策創造研究科
- 政策創造専攻

## 施設・キャンパス
- 法政大学大学院棟

〒162-0843 東京都新宿区市谷田町2-15-2
- 新見附校舎

〒162-0843 東京都新宿区市谷田町2-16

## 著名な出身者
- 石山恒貴 - （経営学者、法政大学大学院政策創造研究科教授）
- 菊池桃子 - （女優、タレント）